# ایگویلون، لات-ا-گارون
ایگویلون، لات-ا-گارون (به فرانسوی: Aiguillon, Lot-et-Garonne) یک کامین در فرانسه است که در Canton of Port-Sainte-Marie واقع شده‌است.

## خصوصیات
ایگویلون ۲۸٫۲۸ کیلومترمربع مساحت و ۴٬۳۵۶ نفر جمعیت دارد و ۴۱ متر بالاتر از سطح دریا واقع شده‌است.